# Kleinmürbisch
Kleinmürbisch è un comune austriaco di 239 abitanti nel distretto di Güssing, in Burgenland.